# Conselho de Trabalho e Defesa
Conselho de Trabalho e Defesa (em russo:  Совет труда и обороны, transl. Sovet truda i oborony; sigla em latim: STO), inicialmente estabelecido como Conselho de Defesa dos Operários e do Campesino em novembro de 1918, foi uma agência responsável pela gestão central da economia e produção de material militar na República Socialista Federativa Soviética da Rússia e em seu estado sucessor, a União Soviética. Durante a Guerra Civil Russa de 1917-1922, o conselho serviu como "gabinete econômico nacional" de emergência, emitindo decretos de emergência num esforço para sustentar a produção industrial para o Exército Vermelho em meio ao colapso econômico.
A agência, uma comissão do Conselho do Comissariado do Povo, incluiu entre seu corpo executivo líderes bolcheviques de alto nível como Vladimir Lenin, Leon Trótski e Josef Stalin, que supervisionaram um aparelho profissional em expansão. Após o fim da Guerra Civil, o conselho foi renomeado e seu planejamento econômico e funções reguladoras se expandiram para abranger todo o país. Como a primeira autoridade central de planejamento econômico na Rússia Soviética, o Conselho de Trabalho e Defesa atuou como precursor institucional da autoridade de planejamento soviética mais conhecida dos anos seguintes, o Gosplan, lançado em agosto de 1923 como subcomitê do STO.

## História

### Contexto econômico
A Revolução Russa de 1917 concluiu com a Revolução de Outubro, organizada e alcançada através da direção da facção radical bolchevique de Lenin, do Partido Operário Social-Democrata Russo. Com o país já dizimado e desorganizado por três anos brutais da Primeira Guerra Mundial, o estado socialista em dificuldade lutou para aguentar e sobreviver à Guerra Civil, uma intervenção militar multinacional estrangeira e o colapso da economia, incluindo o amplo desmantelamento das grandes cidades e o início da hiperinflação.
O governo revolucionário enfrentou as duplas tarefas de organização econômica e a mobilização de recursos materiais em nome de seu Exército Vermelho. Um novo corpo conhecido como Conselho Supremo da Economia Nacional (acrônimo latino do cirílico: VSNKh, comumente soado como "Vesenkha") foi estabelecido em 15 de dezembro de 1917 como a primeira entidade governamental para a coordenação das finanças estatais e produção e distribuição econômica na República Socialista Federativa Soviética da Rússia (RSFS Russa). O Vesenkha foi de facto anexado ao gabinete da RSFS Russa, o Conselho do Comissariado do Povo, e formalmente respondeu por esse órgão.
À medida que a burocracia do Vesenkha se desenvolveu, começou a gerar departamentos especializados de si mesmo, entidades conhecidas como glavki, cada uma responsável pelo funcionamento de um setor econômico específico. Essas entidades subordinadas eram conhecidas por abreviaturas silábicas descritivas, como, por exemplo, Tsentrotextil para o departamento central responsável pela produção têxtil e Glavneft e Glavles para os serviços centrais responsáveis pelo petróleo e madeira, respectivamente. Essas organizações frequentemente corresponderam a sindicatos econômicos estabelecidos antes da guerra e assumidos pelo governo czarista pré-revolucionário como parte de sua coordenação da economia para seu próprio esforço de guerra. Os funcionários empregados nestes glavki eram muitas vezes os mesmos indivíduos que serviram em uma capacidade semelhante no antigo regime.
Embora houvesse menos de 500 empresas nacionalizadas antes de junho de 1918, no final desse mês, a intensificação da Guerra Civil e a piora da situação econômica levaram à adoção de um decreto que nacionalizava todas as fábricas da nação. Os bens de todos os tipos desapareceram do mercado e o racionamento foi estendido. Incapazes de receber o valor justo dos grãos excedentes do monopólio estatal de compra de cereais, os camponeses retiraram sua produção do mercado oficial, criando um mercado negro paralelo. A prodrazvyorstka do estado, envolvendo o uso sistêmico da força contra o campesinado, a fim de requisitar os grãos, aprofundou a crise. Esta nova economia centralizada e coercitiva, provocada pelo colapso econômico e pelas exigências da guerra civil, é lembrada pelos historiadores econômicos como comunismo de guerra.

### Estabelecimento

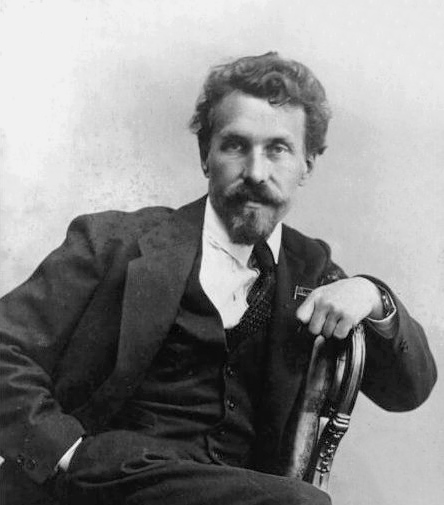
O líder bolchevique Alexei Rykov foi nomeado plenipotenciário do Conselho de Defesa dos Operários e do Campesino no verão de 1919, ajudando a consolidar a posição da organização como a principal autoridade econômica da Rússia Soviética

Na ausência de uma economia de mercado viável, o Estado soviético precisava de um mecanismo para a coordenação da produção e distribuição para atender às necessidades diretas dos militares. Em 30 de novembro de 1918, o Comitê Executivo Central de Todas as Rússias (autoridade executiva do Congresso dos Sovietes) criou uma entidade burocrática projetada para esse fim, inicialmente chamada de Conselho de Defesa dos Operários e do Campesino. Este gabinete foi apresentado com a tarefa de reunir e desembolsar os recursos necessários para o esforço de guerra.
O Conselho de Defesa dos Operários e do Campesino foi originalmente concebido como um órgão de emergência dedicado unicamente à mobilização dos recursos russos para a luta da guerra civil. O próprio Lenin foi nomeado presidente, Leon Trótski tornou-se o Comissário do Povo para a Guerra, Leonid Krasin foi o chefe da extraordinária comissão de fornecimento, e Josef Stalin o representante do Comitê Executivo de Toda a Rússia.
A organização emergiu rapidamente no que o historiador Alexander Nove chamou de "gabinete econômico efetivo" da nação, com o poder de emitir decretos juridicamente vinculativos. Durante a guerra civil, até o início de 1921, o Conselho de Defesa dos Operários e do Campesino existia como base ad hoc, emitindo seus decretos com base de que existia uma emergência nacional e em grande parte despreocupada com processos de planejamento de longo prazo. O conselho concentrou-se em exigências do dia-a-dia relacionadas com a campanha militar de vida ou morte.
Como foi o caso da organização paralela de planejamento governamental Vesenkha e sua glavki, o Conselho de Defesa dos Operários e do Campesino possuía um conjunto de subcomitês especializados dedicados a aspectos específicos das indústrias militares. Em muitos casos, as duas organizações tentaram ampliar sua própria influência e agendas nas mesmas indústrias. A indústria produtiva permaneceu em crise quando as autoridades lançaram mão de obra e recursos de um estrangulamento crítico para o próximo, criando novas falhas no processo de tentar resolver problemas permanentes.
A partir de 1919, a autoridade do Vesenkha começou a diminuir, com o Comissariado do Povo para a Agricultura (Narkomprod) responsável pelas requisições de grãos e o Conselho de Defesa dos Operários e do Campesino ganhando poder na esfera industrial. A mobilização de mão-de-obra não qualificada, incluindo o serviço de trabalho dos camponeses exigidos pelas autoridades governamentais locais para o transporte de combustível, comida e material militar, foi organizada pelo Comissariado do Povo para o Trabalho (Narkomtrud). O Vesenkha foi reduzido a uma das várias autoridades econômicas centrais, e de modo algum a superior.
A organização foi beneficiária da experiência de atrofia institucional do Vesenkha. A autoridade da organização foi reforçada no verão de 1919 pela nomeação do líder bolchevique Aleksei Rykov como "representante extraordinário", acentuando ainda mais o lugar da organização como a primeira entre iguais no firmamento do planejamento. Durante a guerra civil, uma grande porcentagem da produção da indústria soviética seria dedicada às necessidades do Exército Vermelho, cuja oferta foi caracterizada como "a pedra angular da nossa política econômica" por um dos principais oficiais econômicos. O Conselho de Defesa dos Operários e do Campesino foi encarregado de todos os suprimentos para o Exército Vermelho, exceto pelos produtos agrícolas e foi o principal controlador e usuário da produção industrial do país, embora tenha sido limitado.

### Novo nome, novo papel
Com a Guerra Civil desenhando um final bem sucedido, em março de 1920, o conselho recebeu um novo nome — Sovet truda i oborony (STO), Conselho de Trabalho e Defesa. A organização foi formalmente reconhecida como sendo de maior prioridade do que seu rival burocrático Vesenkha na obtenção de alocações de recursos escassos. Em vez de limitar-se à produção industrial e alocação necessária para o Exército Vermelho em tempo de guerra, o STO tomou uma abordagem mais ampla do planejamento do que na sua iteração anterior.
O novo nome e função da STO foi ratificado em dezembro de 1920 pelo VIII Congresso de Sovietes da Rússia, a autoridade legislativa formal da Rússia Soviética. O STO foi reconhecido como uma comissão do Conselho do Comissariado do Povo (Sovnarkom), sendo encabeçado pelos principais comissários do povo, um representante dos sindicatos russos e o chefe da Agência Central de Estatística. O STO foi orientado a estabelecer um plano econômico único para a Rússia Soviética, para direcionar o trabalho dos Comissários do Povo para o cumprimento deste plano e para emitir exceções ao plano conforme necessário, entre outras funções. Desta forma, "pela primeira vez a RSFS Russa tinha um órgão de planejamento geral com funções claramente definidas", observou o historiador Edward Hallett Carr.
Durante a Nova Política Econômica (NEP) baseada no mercado que seguiu a economia de guerra do Comunismo Militar, o STO emergiu como um aparelho de controle administrativo, coordenando a formação de "sindicatos especiais" de firmas em um determinado ramo da indústria, com base em autofinanciamento (khozraschët) e iluminação verde, a separação de empresas individuais de fianças centralizadas na mesma base.
Um esforço foi feito em maio de 1922 para fazer da STO a agência reguladora do comércio nacional quando o Sovnarkom criou uma nova comissão anexada à STO com o poder de emitir decretos econômicos. Esta comissão, que recebeu mão livre para interpretar e modificar os regulamentos comerciais existentes e propor novas leis para a ratificação do Sovnarkom, parece não se ter exercido de forma substancial, no entanto, e as forças do mercado permaneceram primordiais no âmbito da NEP.
Apesar das limitações reais à autoridade de planejamento central em uma economia em grande parte baseada no mercado, como o historiador Maurice Dobb caracterizou, o STO emergiu como "o órgão supremo executivo na esfera econômica, preenchendo o papel de um Estado-Maior Geral Econômico que o Vesenkha tinha apontado, mas não tinha cumprido no período anterior".

### Relação com a Gosplan
O Comitê Estatal de Planejamento (Gosudarstvennyi Komitet po Planirovaniiu, comumente chamado "Gosplan"), posteriormente poderoso no firmamento econômico soviético, foi lançado como um subcomitê consultivo permanente do STO, atribuído com a função de realizar inquéritos econômicos detalhados e fornecer recomendações ao STO para a tomada de decisão.
Durante todo o período da NEP, a burocracia de planejamento econômico proliferou, com os decisores das forças econômicas às vezes forçados a lidar com não menos do que quatro agências — o Conselho Supremo de Economia Nacional, o Comissariado do Povo das Finanças, o Gosplan e o STO. O sistema era ineficiente e às vezes forçava objetivos contraditórios a administradores firmes, forçando as empresas a produzir resmas de documentos para satisfazer supervisores burocráticos. Em caso de desacordo fundamental entre as agências, a decisão do STO era decisiva durante os anos do final da década de 1920.

## Periódicos
O Conselho de Trabalho e Defesa teve um jornal diário, Ekonomicheskaya Zhizn (Vida Econômica). O documento foi estabelecido em novembro de 1918 como o órgão do Vesenkha e a voz oficial do STO com a emissão de 2 de agosto de 1921. Com efeito, em janeiro de 1935, o documento foi transformado em órgão oficial do Comissariado do Povo das Finanças e outras instituições. A publicação continuou até 1937.